# Stenotarsus sudanicus
Stenotarsus sudanicus es una especie de coleóptero de la familia Endomychidae.

## Distribución geográfica
Habita en el Congo.